# Анголски витки мунгос
Анголски витки мунгос (лат. Herpestes flavescens) је из реда звери и породице мунгоси (Herpestidae), пореклом из југозападне Африке, тачније југозападне Анголе и северозападне Намибије. Налази се на црвеном списку IUCN-a као најмање угрожена врста.Раније се анголски витки мунгос сматрао подврстом јужноафричког мунгоса. Данас се сматра засебном врстом.. Живи у сушним регионима југозападне Африке.

## Таксономија
Научно име Herpestes gracilis или flavescens предложио је француски природњак и зоолог Жозе Висенте Барбоса до Бокаж 1889. године који је описао одраслу женку сакупљену у покрајини Бенгела у Анголи.
Сада се сматра да је црни мунгос (Herpestes flavescens nigratus) конспецифичан.

## Опис
Анголски витки мунгос је релативно мали мунгос, који се одликује витком грађом попут црнорепог мунгоса, његовог блиског сродника. Тежак је 550-907 грама. Тело је дугачко између 31 и 35 центиметара, а мужјаци су нешто већи од женки. Реп је приближно исте величине као и остатак тела (32–36 цм). Боја је веома променљива, од црвенкасте или жућкасте до тамно браон или црне. Лобања, дужине између 63 и 68 милиметара, већа је од лобање црнорепог мунгоса, али мања од лобање јужноафричког мунгоса. На терену, Анголски витки мунгос се може помешати са јужноафричким мунгосом, пошто се ареали две врсте делимично преклапају. Уши су уредне и заобљене..

## Распрострањеност и станиште
Распострањеност анголског витког мунгоса је ограничено на југозападну Африку, где насељава сушна подручја између северозападне Намибије и југозападне Анголе. Насељава сушна станишта са не превише густом вегетацијом, али ипак избегава подручја прекривена правом пустињом.
Анголски мунгоси у Намибији су тамно смеђе или црне боје, док су оне у Анголи углавном бледе боје. Тамо где се два типа спајају, у близини реке Кунене, нема средњих облика боја. Природно станиште овог мунгоса су стеновити изданци и површине са великим гранитним громадама, као и шуме и падине које окружују ове карактеристике.

## Начин живота
Анголски витки мунгос се углавном храни малим сисарима, птицама, гмизавцима и инсектима. Поред тога, једе и ларве које се развијају на животињским лешевима, као и меснате плодове. Врста је активна углавном током дана и углавном усамљена, са домом до 4 км2 са неколико јазбина. Ови мунгоси се углавном примећују појединачно, али ретко у групама од две или три јединке. Понекад је уочено и до пет јединки у близини лешева великих животиња. У таквим ситуацијама, ови мунгоси се понекад покажу агресивним једни према другима. Сам мунгос је плен већих грабежљиваца као што је афрички јастреб-орао. Подаци о величини територије су оскудни. У планини Еронгоберг, у Намибији, мужјак анголског витког мангуса опремљен радио огрлицом кретао се на површини од 145 хектара.

## Таксономија
Због разноликости облика боја, таксономија врсте је сложена и има компликовану историју. Већ 1928. године, примерци широко распрострањени у Каоколанду, који се одликују тамном бојом, сматрани су као засебна врста, названа Myonax nigratus. Након тога, овај мунгос је третиран као подврста јужноафричког мунгоса. Да ствар буде још више закомпликованија, раније, 1889. године, примерци овог мунгоса жућкасте боје распрострањени у Анголи били су описани као подврста црнорепог мунгоса, са именом Herpestes ochraceus flavescens.  Данас су оба облика (nigratus и flavescens) спојена заједно и сматрају се као два различита хроматска облика посебне врсте. Као и увек, у таксономији старији назив ужива право првенства, а врста је добила назив Herpestes flavescens. Чак и оно што се раније сматрало двема подврстама јужноафрички мунгос (annulata и shortridgei) испоставило се да је у ствари Анголски витки мунгос. Примерци форме shortridgei имају променљиву боју између светло браон и жућкасте, док они који су раније класификовани као Myonax nigratus имају боју длаке између тамно браон и црне. Чини се да се потпуно црни примерци најбоље налазе на стаништима где су присутни тамни гранитни блокови.

## Заштита
На својој Црвеној листи IUCN класификује анголског витког мунгоса као најмање угрожену врсту.  Упркос малој распрострањености и адаптацији на одређено станиште, врста је на локалном нивоу прилично честа. Штавише, присутан је и у неким заштићеним подручјима, као што су Национални парк Етоша и Национални парк Обала скелета.

## Спољашне везе
- Медији везани за чланак Herpestes flavescens на Викимедијиној остави